# Elda Bossi
Elda Bossi (Firenze, 2 dicembre 1901 – Firenze, 24 luglio 1996) è stata una scrittrice, poetessa, traduttrice e editrice italiana.
Poetessa e scrittrice di romanzi e racconti, spesso ispirati dalle proprie esperienze e raccontati con uno stile post-verista, la sua poetica ha per tema la vita comune e le relazioni tra le persone.
Nel corso della sua vita ha promosso la letteratura per l'infanzia in veste di editore e curatore di collane editoriali, ma anche come autrice di romanzi e raccolte di filastrocche e raccontini destinati all'infanzia e come traduttrice di alcuni importanti classici della letteratura per l'infanzia. È stata inoltre traduttrice in versi di classici greci e latini.

## Biografia

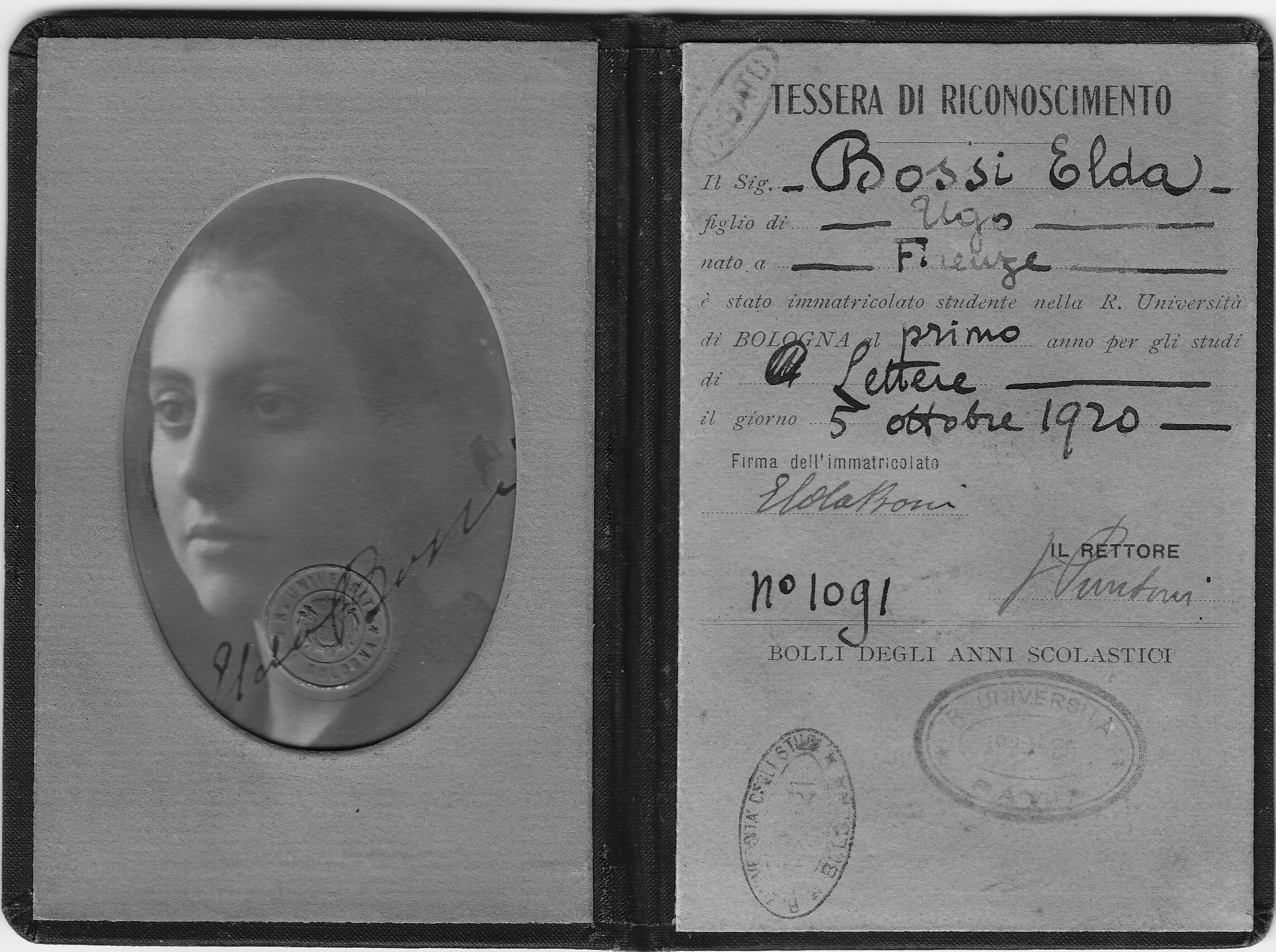

Prima di cinque figli, nasce a Firenze, da Ugo Bossi, direttore di uno zuccherificio, e da Teresa Marchesini, casalinga. Già in giovane età mostra il suo talento letterario, all'età di 25 anni pubblica una versione in versi dell'Ifigenia in Tauride di Euripide. All'età di 16 anni, liceale a Bologna, si fidanza con Giuseppe Maranini, di un anno più grande di lei, che in seguito diventerà suo marito. Il Maranini, destinato a diventare un eminente costituzionalista, veniva da una famiglia colta con molti interessi e attività nel campo dell'editoria. Laureata in Lettere all'Università di Bologna, si trasferì successivamente a Venezia, dove nel 1926 fondò la casa editrice La nuova Italia insieme al marito e a Ernesto Codignola. Nel 1928 ebbe la prima figlia, Letizia, di cui si racconta nell'opera Il fiore in mano, nel 1933 nasceva invece il figlio Paolo, al quale, molti anni dopo, si ispirò per l'opera Pierino in guerra: avventure di un bimbo pacifico del 1960. Negli anni trenta fondò la Novissima Editrice dedicata alle collane per l'infanzia, successivamente (nel 1934) anche la casa editrice Ofiria.
Dal 1929 fino alla fine degli anni quaranta fu, con un buon successo, autrice ed editore di testi scolastici per il primo ciclo della scuola dell'obbligo. Sul finire della guerra dopo l'emissione delle leggi razziali, le radici ebraiche del marito costrinsero la famiglia a nascondersi. 
Avendo vissuto stabilmente a Firenze, prima in città e successivamente in collina, poté godere di quell'intimo contatto con la natura che le fu sempre d'ispirazione per la sua attività di scrittrice.
Vinse diversi premi letterari, tra cui il Premio dell'Accademia d'Italia nel 1938 per la sua attività di traduttrice, il Premio Carducci per la poesia e il Premio Venezia per la narrativa, entrambi nel 1951. Nei primi anni cinquanta fu nella giuria del Premio Letterario Laura Orvieto. Nel 1975 fu finalista del Premio Strega con Giornale del soldato stanco.
Dopo la morte del marito, nel 1969, ne curò l'edizione delle Lettere da Fiume alla fidanzata (1973), e nel 1977 pubblicò una sua biografia, Un uomo libero: Giuseppe Maranini.
Collaborò nel corso degli anni con diversi quotidiani, scrivendo articoli ed elzeviri.
Amante di una natura che sentiva fonte di vita e prima ispiratrice della sua arte, culturalmente lontana sia dal mondo cattolico, sia dalla cultura comunista, di fatto restò isolata nel panorama culturale dell'Italia del dopoguerra, lontana dalla mondanità e dai circoli letterari.
Riposa nel cimitero del Convento di San Domenico (Fiesole).

## La poesia
Oltre a numerose traduzioni in versi di classici della letteratura greca (Euripide) e latina (Catullo, Fedro, Prudenzio) Bossi è autrice di raccolte di poesie tra cui vanno ricordate Poesia nuda (1956) e Libro della sera (1980).
Sempre in versi una parte importante della sua produzione per l'infanzia: filastrocche, canzoncine e poesie che in una metrica eccellente e musicale sanno divertire ancora oggi "grandi e piccini".

## I romanzi
Con Bimba con fiori in mano (1943, ripubblicato in seguito con il titolo Il fiore in mano) la Bossi esordisce non più in giovane età nel campo della prosa, con un romanzo che è una sorta di diario poetico di una neo-mamma che accudisce la sua piccola. Fu pubblicato negli Stati Uniti nel 1954 con il titolo Child with a flower, riscuotendo un discreto successo di critica.
Seguì nel 1951 la raccolta di racconti I poveri (Premio Venezia), poi ampliata e ripubblicata nel 1967 con il titolo Dalla parte dei magri. Del 1960 è Pierino in guerra, pubblicato nella collana per ragazzi Il Martin Pescatore e del 1965 Vietato agli uomini.
Seguirono due opere dal contenuto fortemente biografico: il Giornale del soldato stanco (1974) e Un uomo libero (biografia di Giuseppe Maranini pubblicata nel 1977, vincitrice del Premio del Ricetto).
All'età di 87 anni pubblicò infine Il cielo di cartavelina.
I suoi romanzi si ritrovano nelle biblioteche di scrittori come Aldo Palazzeschi e Eugenio Gatto

## La letteratura per l'infanzia
Sin dagli anni venti, con Giglietta e Fiordilino (novelle per ragazzi, 1926) e L'anellino comandovoglio (fiabe, 1929), Bossi scrisse per l'infanzia testi dotati di freschezza e allegria, molto lontani dall'idea di una letteratura per ragazzi "edificante", "didascalica" e impegnata ad orientare moralmente la gioventù. Spesso i suoi testi erano pensati per la primissima infanzia, testi che le mamme avrebbero letto ad alta voce, come le opere in versi.
Importante fu il suo lavoro di traduttrice in questo settore: si cimentò con autori come Lewis Carroll (Alice nel paese delle meraviglie e Alice nello specchio), J. M. Barrie (Peter Pan nell'isola di mai) e W. M. Thackeray (La rosa e l'anello).
Notevole anche la scelta degli artisti a cui affidò il compito di illustrare le opere che uscivano dal suo lavoro editoriale: Piero Bernardini, Antonio Rubino, Giancarlo Bartolini Salimbeni, Irene Hruschka, Leo Mattioli.

## Opere

### Poesia
- Nugae: liriche, Novissima, 1930
- L'ora bianca, Ofiria, 1935
- Poesia nuda, Cappelli, 1956
- A lume di candela, Vallecchi, 1965
- Il libro della sera, Rebellato, 1980
- 33 poesie, Ed. It-Comm., 1989

### Narrativa
- Bimba con fiore in mano, Marzocco, 1943
- I poveri: novelle, Rizzoli, 1952
- Vietato agli uomini, Vallecchi, 1964
- La parte dei magri, Vallecchi, 1967
- In villa: racconto; estratto da: Nuova Antologia, n. 2015, novembre 1968
- Giornale del soldato stanco, Pan, 1974
- Un uomo libero: Giuseppe Maranini, L'arciere, 1977
- L'angelo Martino: una favola per adulti, Cbb, 1988
- Il cielo di cartavelina, Edizioni di San Marco, 1989

### Opere per l'infanzia
- Giglietta e Fiordilino, La Nuova Italia, 1927
- Patria mia, La Nuova Italia, 1928
- Malulì e le rondini, ed altri racconti, La Nuova Italia, 1929
- L'anellino comandevoglio, La Nuova Italia, 1929
- Ghiribizzi e canzoncine, Novissima, 1932
- La principessina nel bosco, Bietti, 1935
- Il libro dei folletti, Bietti, 1935
- Novelline piccine picciò, Bietti, 1936
- C'era una volta in Persia, Bietti, 1936
- Fiocchi di neve, Bietti, 1936
- Le fate, Bietti, 1937
- La furba volpe e il lupo cattivo, Bietti, 1937
- Storia della noce dura, Bietti, 1939
- La principessa si sposa, Marzocco, 1943
- Cirip: storia di una bimba fra i monti e il mare, Marzocco, 1947
- Quando le bestie parlavano, Bietti, 1949
- Filidoro: 18 novelline nuove o quasi nuove per i più piccini, Marzocco, 1952
- Il galletto sul campanile: quattordici novelline tutte divertenti, Marzocco, 1952
- Selvaggi, ma non troppo: racconti, SEI, 1955
- Roncisvalle: libero rifacimento della Canzone di Orlando, SEI, 1960
- Pierino in guerra: avventure di un bimbo pacifico, Vallecchi, 1960
- Barchette di carta, Vallecchi, 1967
- Avventure di Topolinia e altre fiabe, Giunti-Nardini, 1988

### Traduzioni e curatele
- Euripide, Ifigenia in Tauride, traduzione in metri italiani, Vallecchi, 1925
- Bosanquet, Boutroux, Caird, Codignola, Delbos, Fazio-Allmayer, Hoffding, Lanson, Parodi, Varisco, Il pensiero di Rousseau, La nuova Italia, 1927
- Euripide, Ippolito, La nuova Italia, 1929
- Maurice Maeterlinck, L'intelligenza dei fiori, La Nuova Italia, 1928
- Mario Meunier, La leggenda di Socrate, La nuova Italia, 1928
- Luigi Martini, I martiri di Belfiore, La nuova Italia, 1928
- Carlotta Mendel, Il giglio della montagna, La Nuova Italia, 1929
- Maurice Maeterlinck, L'uccellino azzurro, La Nuova Italia, 1930
- Maurice Maeterlinck, La vita delle api, La nuova Italia, 1931
- Stendhal, La Certosa di Parma, Bietti, 1931
- La canzone d'Orlando, Ofiria, 1937
- Lewis Carroll, Alice nel paese delle meraviglie, Ofiria, 1945
- Lewis Carroll, Alice nello specchio, Ofiria, 1945
- J. M. Barrie, Peter Pan nell'isola di Mai, Ofiria, 1946
- William Makepeace Thackeray, La rosa e l'anello, Ofiria, 1947
- Rudolf Erich Raspe, "Il barone di Munchhausen, Ofiria, 1949
- Catullo, Poesie d'amore per Lesbia, Zanichelli, 1965
- Phaedrus, Le favole, Zanichelli, 1968
- Aurelio Prudenzio Clemente, Inni della giornata, Zanichelli, 1970
- Giuseppe Maranini, Lettere da Fiume alla fidanzata, Pan Editrice, 1973

### Manuali scolastici per la scuola elementare
- Primule, La Nuova Italia, 1929
- Il giardino: primo libro del bimbo italiano, Ofiria, 1946[5]